# هاركورت مورغان
هاركورت مورغان (بالإنجليزية: Harcourt Morgan)‏ (و. 1867 – 1950 م) هو عالم حيواني من الولايات المتحدة الأمريكية .